# Pan de muerto
Il pan de muerto o pan de los muertos, tradotto in italiano come "pane dei morti", è un dolce preparato nel Messico nelle settimane prima del giorno dei morti. È basato su una semplice ricetta per pane dolce con semi di anice, che varia in base alla regione. Nel Messico centrale è di forma tonda, con pezzi che assomigliano a ossi.
Secondo la tradizione deve essere collocato sull'altare dei morti come un gesto di benvenuto. Si crede che le anime dei morti consumino l'"essenza" del cibo.
Nella Mixteca è data al pane una forma umana, e viene cosparso con lo zucchero bianco per i bambini uccisi o rosso per gli adulti.